# Al-Arabi SC Doha
|  | Aquest article tracta sobre el club de futbol de Doha (Qatar). Vegeu-ne altres significats a «Al-Arabi». |

L'Al-Arabi SC Doha (àrab: النادي العربي الرياضي, an-Nādī al-ʿArabī ar-Riyāḍī, ‘Club Àrab Esportiu’) és un club qatarià de futbol de la ciutat de Doha.

## Història
El club es fundà l'any 1952 amb el nom de Shabab al Sharq, essent el segon club més antic del Qatar. El 1956 es convertí en Al-Tahrir. El 1972 es fusionà amb el club Al-Wehda esdevenint Al-Arabi. Per primer cop participà en la lliga qatariana el 1983.

## Palmarès
- Lliga qatariana de futbol:[3]
  - 1983, 1985, 1991, 1993, 1994, 1996, 1997
- Copa de l'Emir de Qatar:[4]
  - 1978, 1979, 1980, 1983, 1984, 1989, 1990, 1993
- Copa Príncep de la Corona de Qatar:[4]
  - 1997
- Copa del Xeic Jassem de Qatar:[4]
  - 1980, 1982, 1994, 2008

## Jugadors destacats

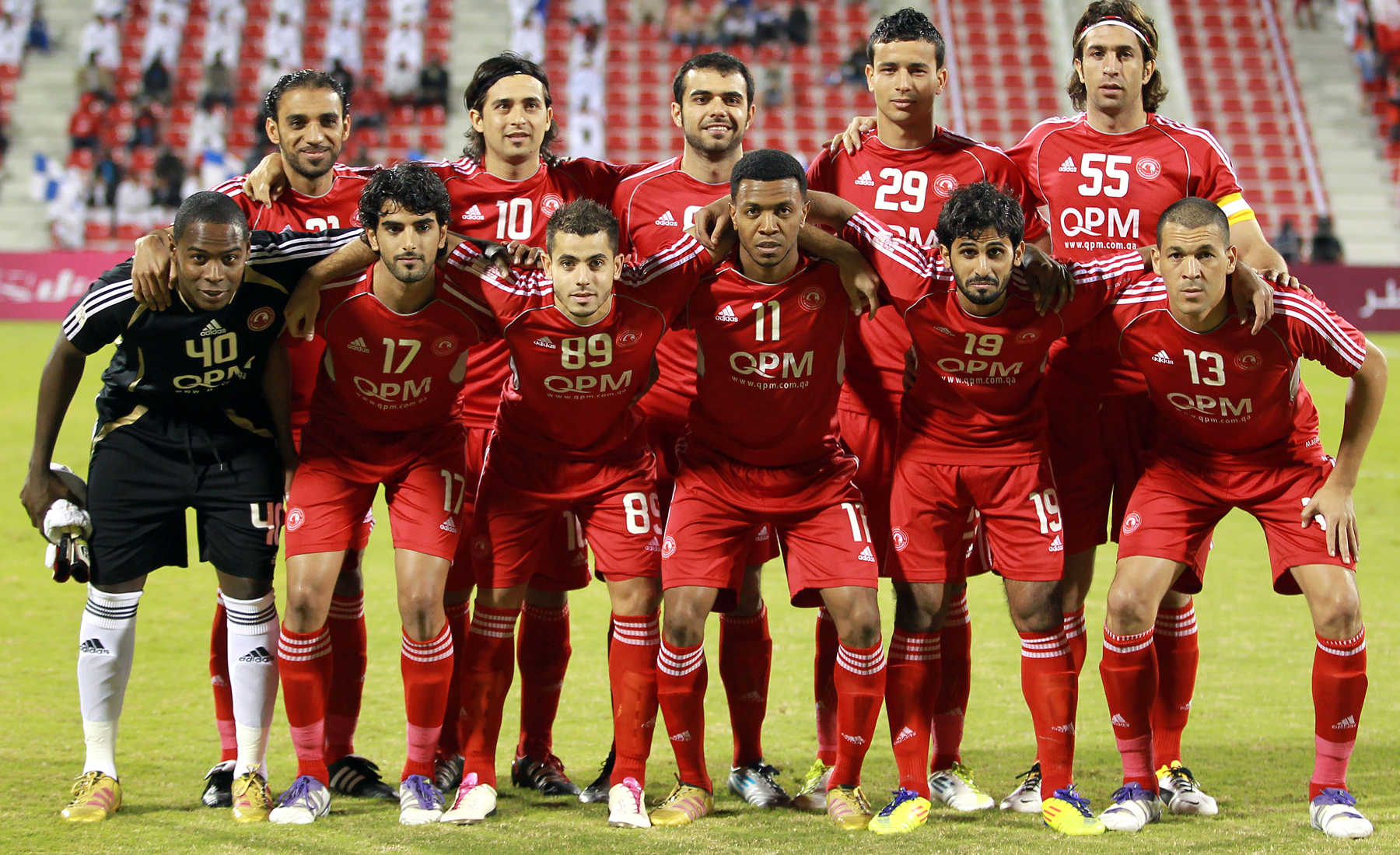
Al Arabi.

- Tony Popović
- Taribo West
- Stefan Effenberg
- Gabriel Batistuta
- Iván Hurtado
- Dennis Oliech
- Bassim Abbas